# 坦桑尼亚国徽
坦桑尼亞國徽的中心圖案為一面有非洲特色的盾徽，分為四個部份：最上方黃地 （象徵礦產），中間有象徵自由的火炬；下為坦桑尼亞國旗；然後是象徵土地的紅地，繪有矛、斧頭和鋤頭；最下方的水波象徵當地的海洋、湖泊等水體。左右有象牙，並由一男一女扶持著。盾和男女立於乞力馬扎羅山上，兩人腳下有咖啡和棉花。綬帶上以斯瓦希里語書：「自由和統一」。